# Ramosella dominicensis
Ramosella dominicensis är en insektsart som beskrevs av Ramos 1979. Ramosella dominicensis ingår i släktet Ramosella och familjen hornstritar. Inga underarter finns listade i Catalogue of Life.